# Jürgen Waller
Pour les articles homonymes, voir Waller.
Jürgen Waller, né le 21 juin 1939 à Düsseldorf et mort le 20 février 2022 à Brême, est un peintre allemand.

## Histoire
Jürgen Waller commence ses études en 1958 à l'académie des beaux-arts de Düsseldorf. De 1960 à 1968, il vit à Vallauris, Varreddes et Paris puis s'installe à Berlin et devient fondateur du Gruppe Aspekt et membre du Deutscher Künstlerbund ; il participe à une dizaine d'expositions annuelles de l'association entre 1972 et 1987. En 1976, il est nommé professeur à l'académie des beaux-arts de Brême puis recteur en 1989, réélu en 1994 et 1999. En 1981, il fonde la Gesellschaft für Aktuelle Kunst avec le collectionneur et galeriste Reinhard Onnasch pour le musée du Weserburg.
De 1993 à 1998, il est président de la Conférence des présidents et recteurs des académie des beaux-arts d'Allemagne et le représentant des recteurs artistiques à la conférence des recteurs allemands.

## Source de la traduction
- (de) Cet article est partiellement ou en totalité issu de l’article de Wikipédia en allemand intitulé « Jürgen Waller » (voir la liste des auteurs).